# 嘔吐 (小説)

『嘔吐』（おうと、La Nausée）は、実存主義者の小説家サルトルが1938年に著した小説である。大学教授であった頃の作品で、彼の著作の中で最も良く知られるものの1つである。カフカの影響を受けているとされる。原題（La Nausée - ラ・ノゼ）は直訳すれば「吐き気」を意味する。1938年4月の出版に際し、サルトルによる当初のタイトル「メランコリア」は退けられ、ガストン・ガリマール案出の書名で落ち着いた。
ル・アーヴルに似た街で、ある絶望した研究者が事物や境遇によって彼自身の自我を定義する能力や理性的・精神的な自由が侵されているという確信に至り、吐き気を感じさせられる様子が描かれている。
実存主義における聖典の1つと広く考えられている。1964年、サルトルにノーベル文学賞が与えられることが決定されたが、彼の「着想、自由の精神、真実への探求心に富み、現代社会に大きな影響を及ぼした作品」が評価されたといわれている。サルトルはノーベル賞を辞退した数少ない人々の1人であり、ノーベル賞を「資産家層によって作られた儀式に過ぎない」と評した。
日本語訳は1951年に白井浩司訳が人文書院より発行されているが、2010年には59年ぶりに鈴木道彦により全面的に新訳され同社から刊行された。

## あらすじ
何年かに渡る旅行から戻ったばかりの30歳のアントワーヌ・ロカンタンは、18世紀の政治下での生活における研究を終えるため、フランスの港町ブーヴィルに居を構える。しかし1932年の冬の間にある「甘い悩み」が彼がこれまで行ってきた、あるいは楽しんできたあらゆる物 — 彼の研究課題、図書館でアルファベット順に全ての本を読んでいる「独学者」たちの群れ、フランソワーズという名のカフェのオーナーとの肉体関係、かつて愛したイギリス人の娘アニーの記憶、そして彼自身の手や美しい自然さえも — から徐々に吐き気を呼び起こす。その後、彼の存在に対する嫌悪感は、半狂気、自己嫌悪、そして最後には彼という存在の自然への開放を強いた。ロカンタンは、やっかいで仮想的な「存在」そのものの制限された性質に直面していた。すなわち彼はサルトルの実存的不安理論を体現し、そのときまで彼の人生を満たしてきた全ての事象の意味を切望した。

## 哲学
小説『嘔吐』の役割は、主にサルトルが彼の哲学を単純な表現で解説するための手段であった。主人公ロカンタンは古典的な実存主義者であり、存在というヴェールに穴を開けようという試みは、彼に嫌悪感と驚きの奇妙な組み合わせをもたらした。この小説の最初の部分で、ロカンタンはありふれた物から流れ込んでくる嘔気の気配を感じる。この気配は排水溝の中の丸められた紙切れから砂浜で拾った石まで、不規則に現れるように感じられた。彼が受けた感覚は純粋な嫌悪感であり、激しく高まった侮蔑感はそれが喚び起こされるたびにほとんど彼の精神を破壊しそうになるほどであった。物語が進行するにつれて、嘔気が起こる頻度はそれが何を意味するのか彼には分からないまま徐々に高くなっていく。しかし、公園の栗の木の根元で、彼は嘔気が本当は何を意味するかに関する鋭く鮮明な洞察を得る。存在そのもの、実存する物が無ではなく何者かであるという性質自体が、彼をゆっくりと狂気に追いやる物の正体であった。彼はもはや物体を色や形といった性質も持っているとは捉えなくなった。かわりに、物体自身から単語を切り離すことによって純粋な存在に向かい合った。この考え方と対になるのは不条理思考である。